# جی‌ام‌سی یوهو ۷
جی‌ام‌سی یوهو ۷ JMC Yuhu 7 (江铃域虎۷) یک پیکاپ اندازه متوسط است که توسط ژیانگلینگ موتورز برای بازار چین تولید می‌شود.

## بررسی اجمالی

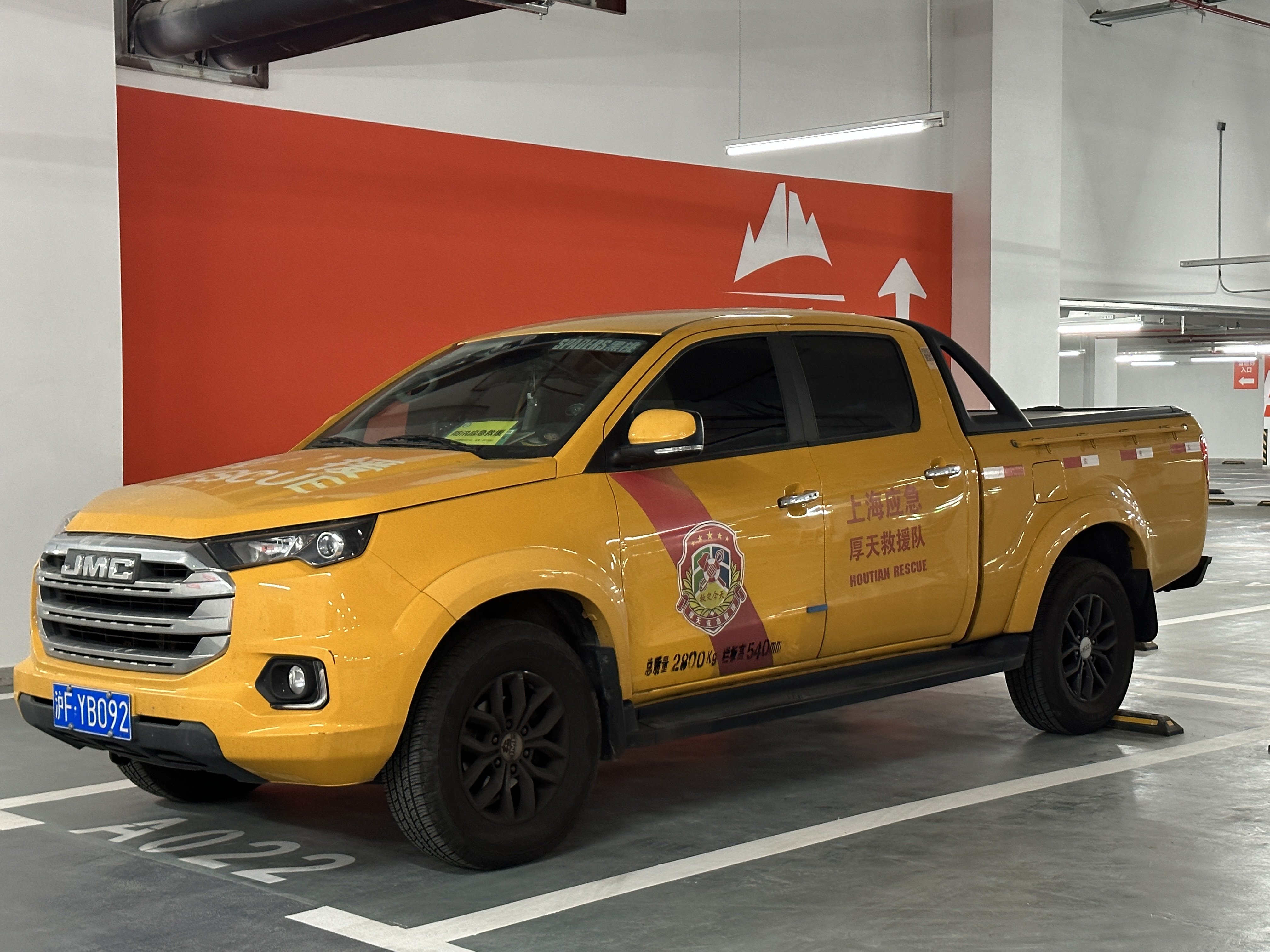
جی‌ام‌سی یوهو ۷ برنگ زرد

در طول نمایشگاه خودروی شانگهای ۲۰۱۵، ژیالینگ موتور مفهومی به نام ژیانگلینگ یوهو مفهومی را به نمایش گذاشت که پیش نمایش پیکاپ جی‌ام‌سی یوهو ۷ را نشان می‌داد.
پیکاپ جی‌ام‌سی یوهو ۷ از عناصر طراحی بیرونی مشابهی با جی‌ام‌سی یوهو بهره می‌برد زیرا بر روی پلتفرم یکسان ژیانگلبنگ ساخته شده‌است. یوهو ۷ اساساً یک یوهو ارتقا یافته و بازسازی شده‌است که تفاوت اصلی در قسمت جلو و عقب است. یوهو ۷ دومین وسیله نقلیه جی‌ام‌سی است که از فاسیای جلو خانواده جدید جی‌ام‌سی که با جی‌ام‌سی تشون آغاز شد.
گزینه‌های موتور یوهو ۷ شامل یک موتور ۲٫۰ لیتری توربو بنزینی با قدرت ۲۰۵ اسب بخار و ۳۲۵ نیوتن متر گشتاور و یک موتور ۲٫۴ لیتری توربو دیزل با قدرت ۱۴۰ اسب بخار و ۳۷۵ نیوتن متر گشتاور است. اندازه تخت بار یوهو ۱۴۷۵۷ میلی‌متر/۱۴۷۵ میلی‌متر/ ۵۰۰ میلی‌متر است.

## جی‌ام‌سی یوهو ای‌وی
نسخه الکتریکی پیکاپ یوهو بر اساس همان طراحی پیکاپ یوهو ۷ به نام تی۵۰۰ ای‌وی یا یوهو ای‌وی ساخته شد. یوهو ای‌وی در نمایشگاه خودرو شانگهای ۲۰۱۹ در آوریل ۲۰۱۹ به نمایش درآمد.

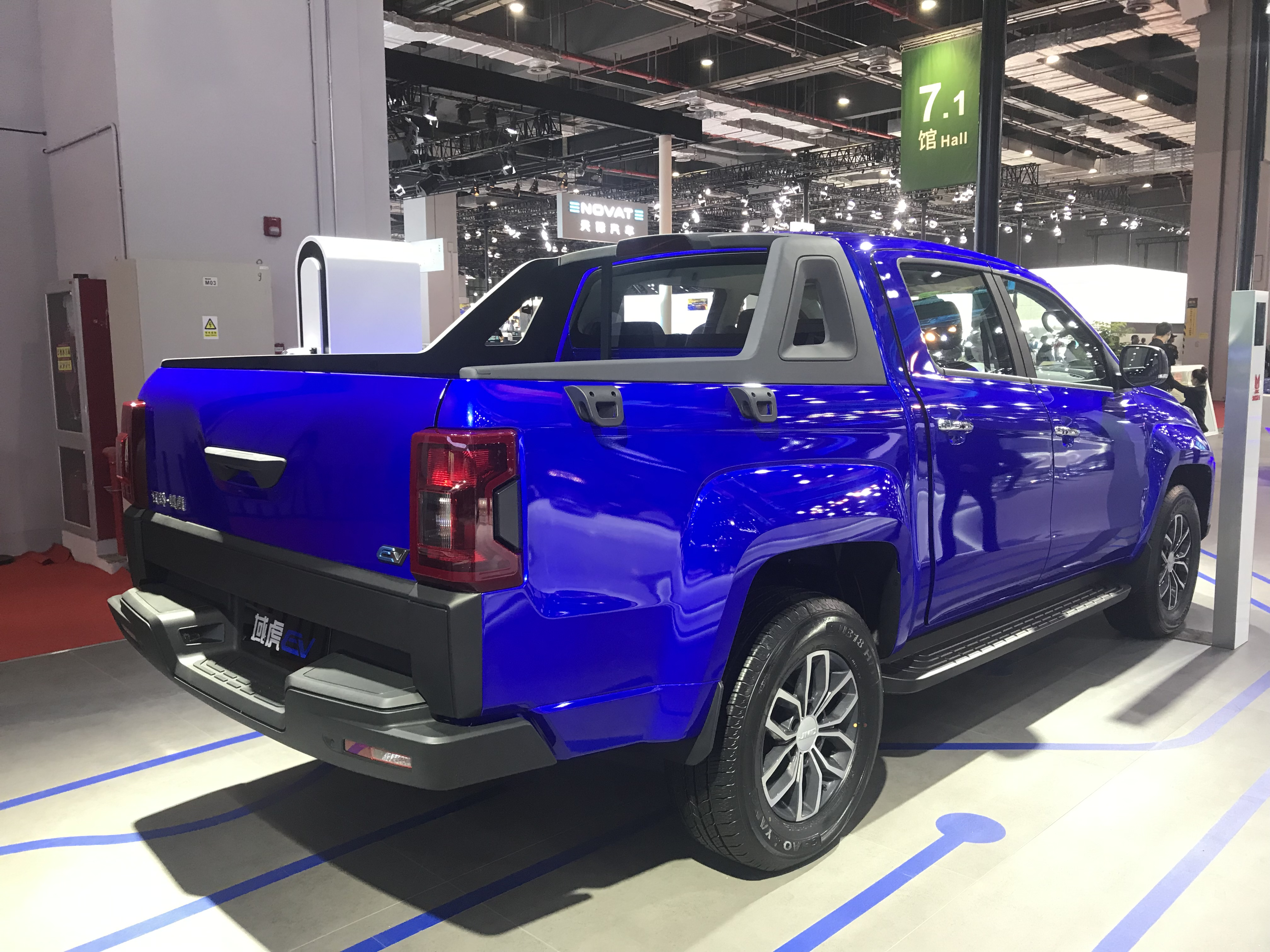
جی‌ام‌سی یوهو ای‌وی (بر اساس همان بدنه یوهو۷) (عقب)

### مشخصات فنی
یوهو ای‌وی دارای فاصله ۲۲۵ میلی‌متری از زمین و فاصله بین دو محور ۳۰۸۵ متر است. زاویه نزدیک شدن و زاویه خروج هر دو ۲۸٫۵ درجه است. موتور الکتریکی یوهو ای‌وی توان ۱۲۰ کیلووات و ۸۰۰ نیوتن‌متر را تولید می‌کند و از شارژ سریع پشتیبانی می‌کند تا خودرو در عرض ۱٫۵ ساعت شارژ شود. دو نسخه شامل یک نسخه برد ۳۲۰ کیلومتر و یک نسخه گسترش یافته برد ۳۳۵ کیلومتر موجود است.

## جی‌ام‌سی یوهو ۹
یوهو ۹ در نمایشگاه خودرو شانگهای ۲۰۱۹ در آوریل ۲۰۱۹ به نمایش درآمد. یوهو ۹ اساساً یوهو ۷ ارتقا یافته و بازسازی شده‌است و قسمت جلویی اصلی‌ترین تفاوت آن است. تنها گزینه موتور یوهو ۹ یک موتور ۲٫۰ لیتری توربو بنزینی با قدرت ۲۰۵ اسب بخار و ۳۲۵ نیوتن‌متر است.

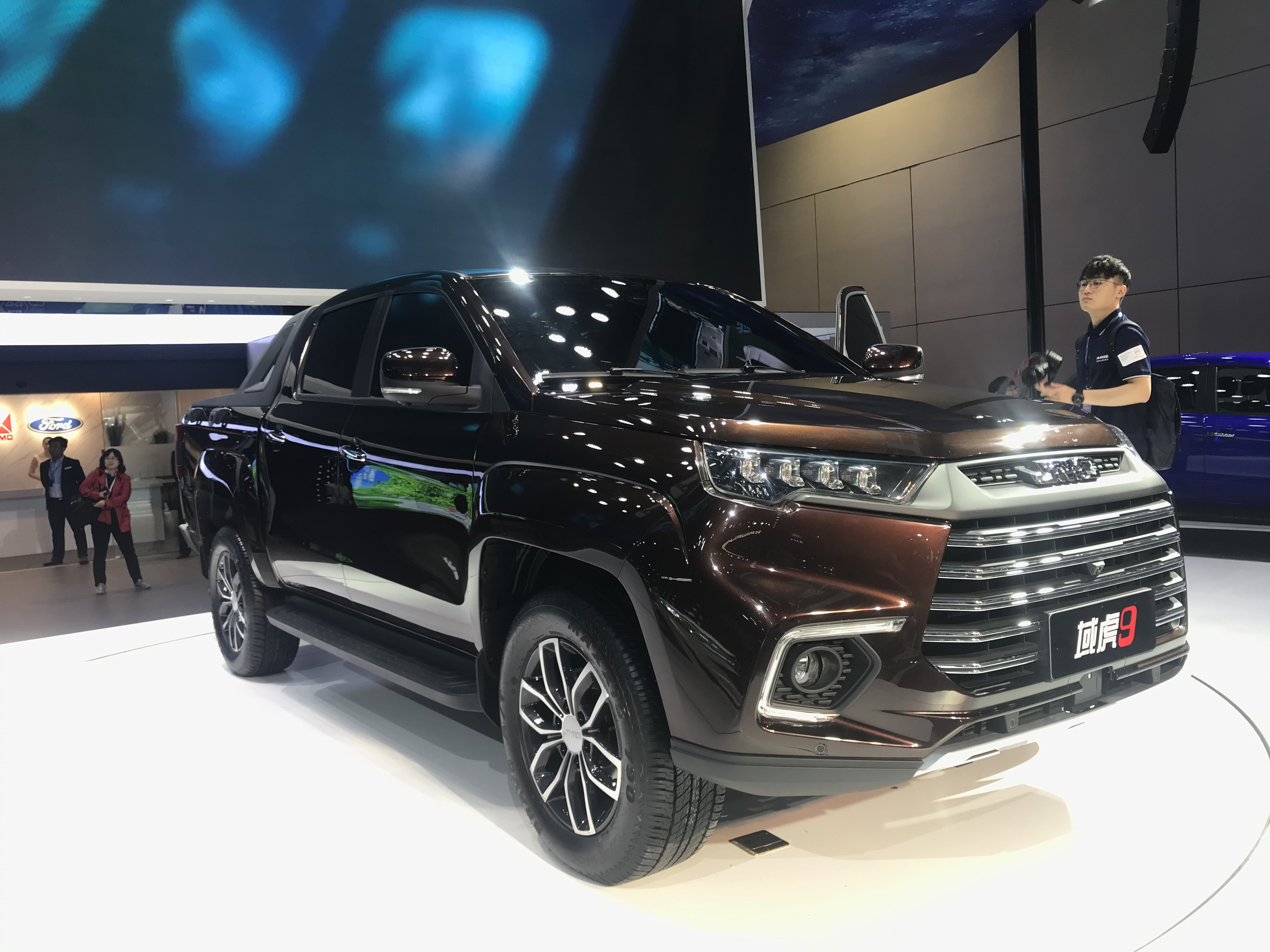
جی‌ام‌سی یوهو ۹ (جلو)
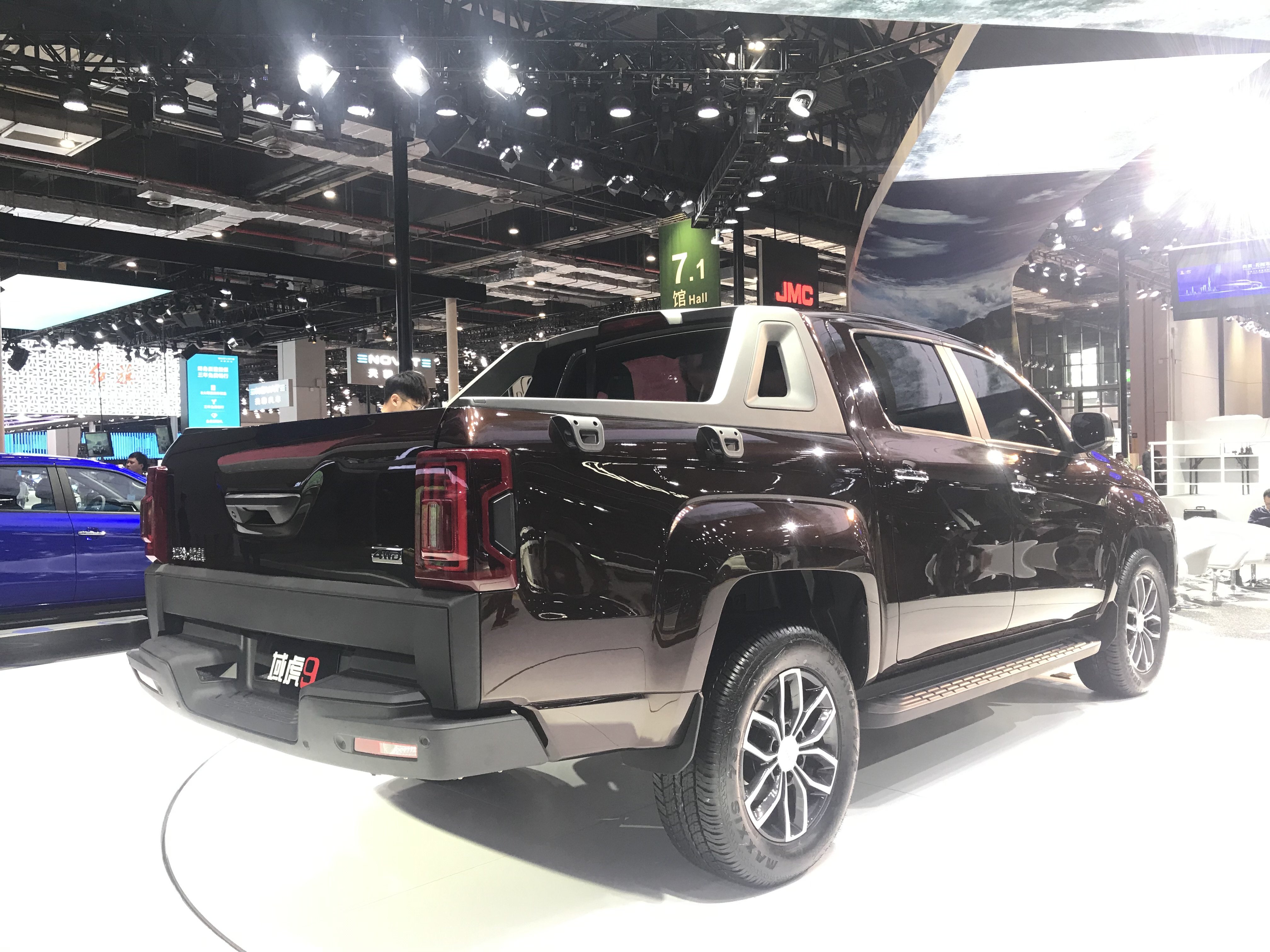
جی‌ام‌سی یوهو ۹ (عقب)